# أولاد حسين حمري (بباهسة السبيعات)
أولاد حسين حمري هو دُوَّار يقع بجماعة اسبيعات، إقليم اليوسفية، جهة مراكش آسفي في المملكة المغربية. ينتمي الدوّار لمشيخة بباهسة السبيعات التي تضم 31 دوار. يقدر عدد سكانه بـ 91 نسمة حسب الإحصاء الرسمي للسكان والسكنى لسنة 2004.

## روابط خارجية
- البوابة الوطنية للجماعات الترابية
- المندوبية السامية للتخطيط